# Abschnittswall Treis-Karden

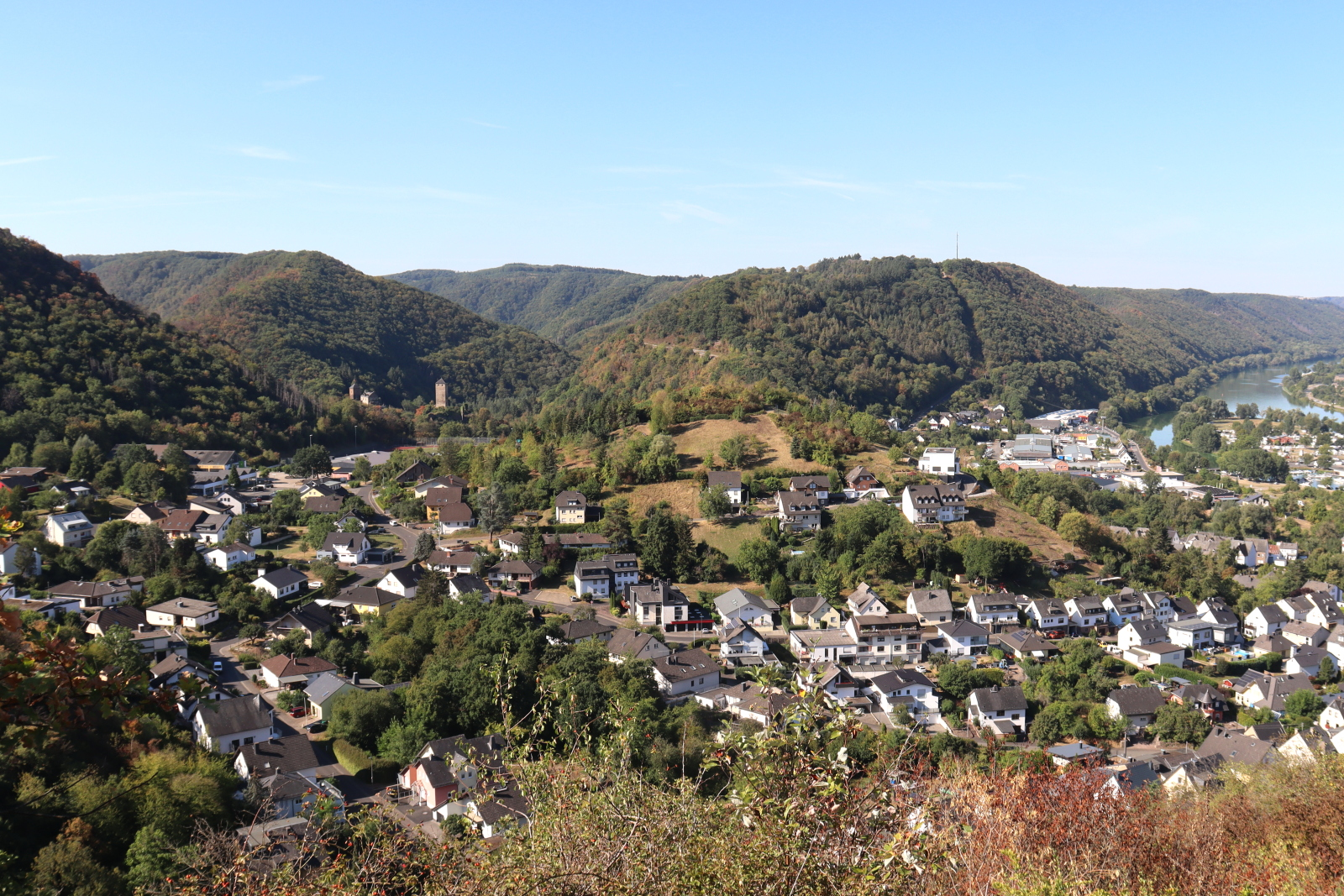
Treis an der Mosel mit Bergkamm Beurenkern oberhalb der Treiser Burgen Treis und Wildburg. Links der Auslauf des Treiser Schocks, rechts der Königsstuhl mit dem Plateau Allmesch.

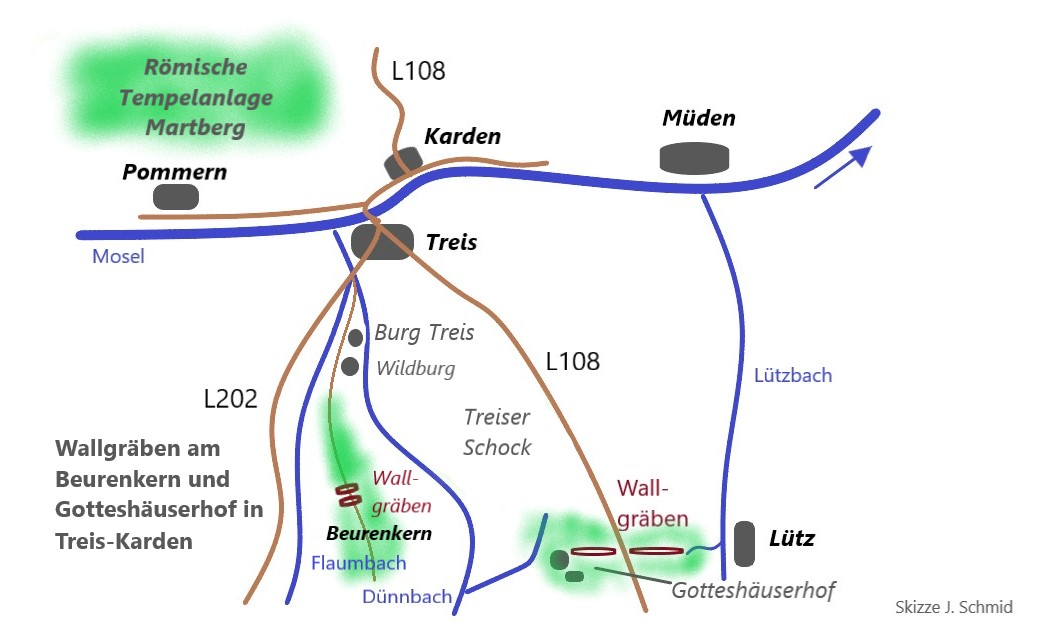
Ortslagenskizze zum Abschnittswall Treis-Karden auf dem Höhenrücken am Beurenkern

Der prähistorische Abschnittswall Treis-Karden, auch Wallanlage Treis, befindet sich auf dem Bergsporn Beurenkern zwischen dem Flaum- und Dünnbach bei Treis-Karden an der Mosel.

## Beschreibung
Der Abschnittswall mit einem Wallkörper von 2,50 Meter Höhe und vorgelegtem Graben sicherte das nördliche nach Treis abfallende Ende des Höhenrückens vom übrigen Plateau des Beurenkerns ab. Einzelfunde deuten auf die Entstehungszeit während der späteren Urnenfelderzeit (ca. 1300–800 v. Chr.) bis zur Hunsrück-Eifel-Kultur zwischen 600 und 250 v. Chr. hin. Im Umfeld der Wallanlage Richtung Beurenhof befinden sich im Flurdistrikt Altlay noch prähistorische Grabhügel, an denen zum Teil schon Raubgrabungen vorgenommen wurden. Weitere zehn Grabhügel befinden sich an der östlichen Bergseite des Treiser Schocks und östlich des Honshäuser Hofes.

## Geschichte
Der Abschnittswall am Beurenkern liegt an einem prähistorischen Weg, der aus Richtung Kastellaun kommend (L204) über den Hunsrück an Mörsdorf vorbei über eine Abzweigung Richtung Beurenhof nach Treis-Karden führte. Hier erreichte er am Fuße der Treiser Burgen das Moseltal.
Die gesamte Region um den Moselort Treis-Karden weist eine hohe Konzentration keltischer und römischer Siedlungsstätten auf. Die bedeutendste befindet sich auf dem Bergplateau des Martbergs gegenüber von Treis westlich von Karden mit ihren Tempelbauten der keltisch-römischen Antike. Etwa 15 km (Luftlinie) entfernt befand sich das keltische Oppidum auf dem Bleidenberg zwischen Oberfell und Alken, dessen Ringwall bestehend aus einer keltischen Pfostenschlitzmauer in seinen Konturen noch heute gut zu erkennen ist. In der Zeit Julius Caesars (100–44 v. Chr.) wurde das hiesige Gebiet dem keltischen Stamm der Treverer zugeordnet.
Neben den keltischen Grabstätten am Honshäuserhof aus der Eisenzeit (Hunsrück-Eifel-Kultur) an der Ostseite des Treiser Schocks befinden sich auf dem nahen Plateau innerhalb des Moselbogens zwischen Treis-Karden, Cochem und  Bruttig-Fankel weitere Hügelgräber an der alten Verkehrsverbindung über den Höhenrücken „Allmesch“ und „Langewald“, die hier auch Rennweg genannt wird. Diese Vielzahl der Grabstätten spricht für eine frühe eisenzeitliche Besiedlung der Region.
Ein in der Nähe der Wallanlage gefundener Armbrustbolzen und entsprechende Gefäßgegenstände lassen es als möglich erscheinen, dass eine erneute Nutzung der Anlage im Mittelalter im Zusammenhang mit den am Fuß des Bergrückens zur Mosel hin errichteten Burgen Treis und Wildburg stattgefunden hat.
Wallanlage Beurenkern Treis-Karden

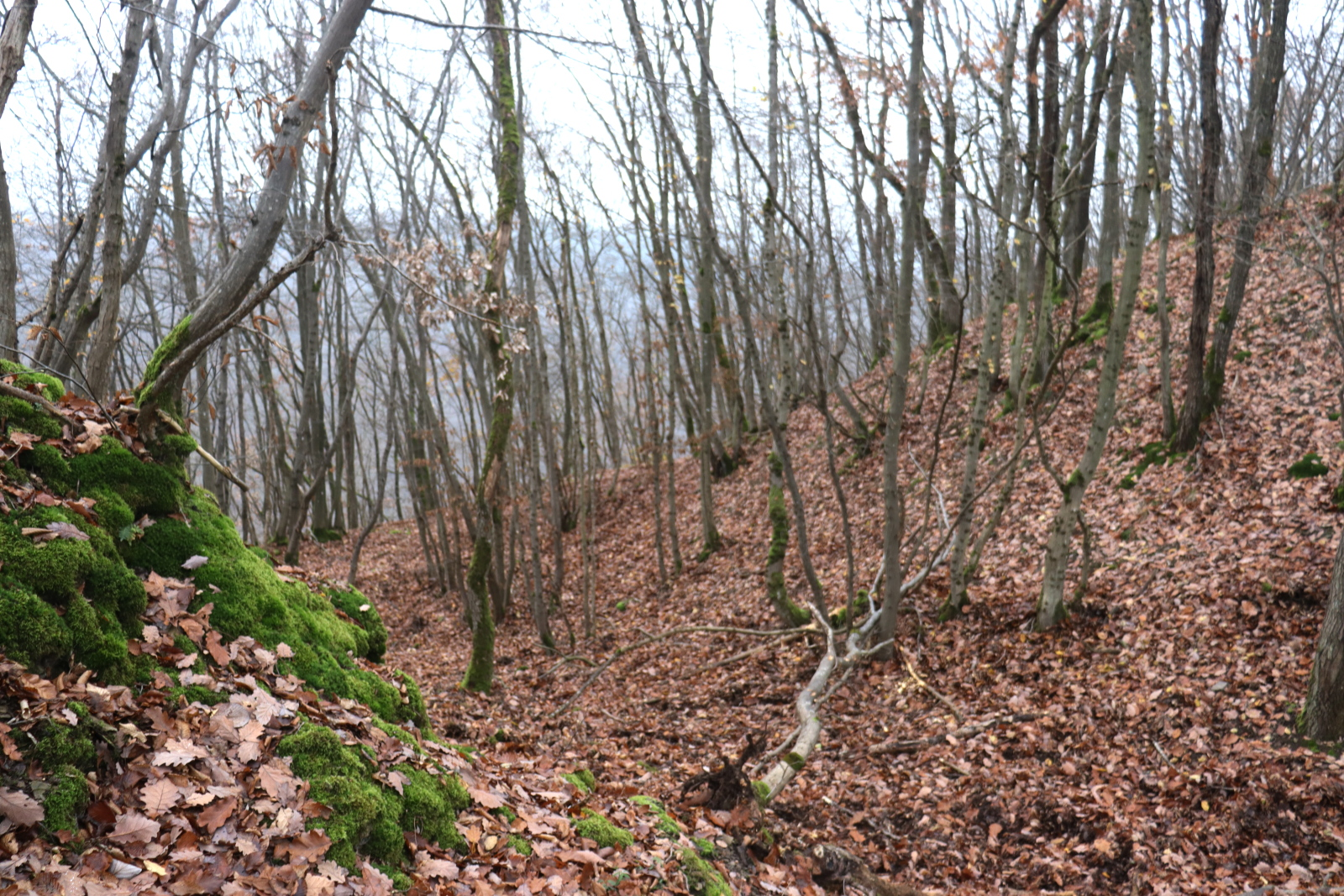
Prähistorischer Abschnittswall auf dem Bergsporn Beurenkern: Blick in den Wallgraben
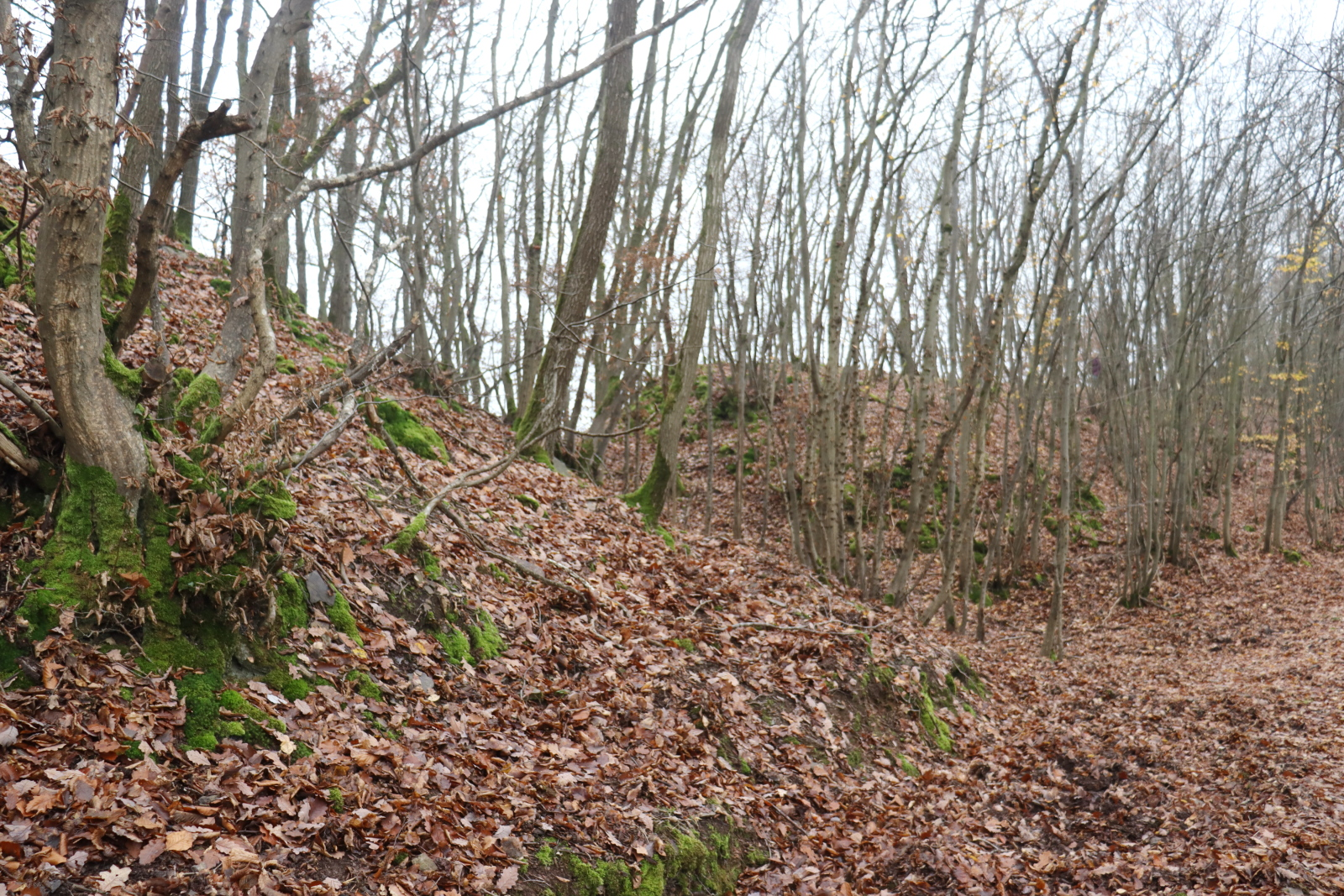
Blick in den Wallgraben
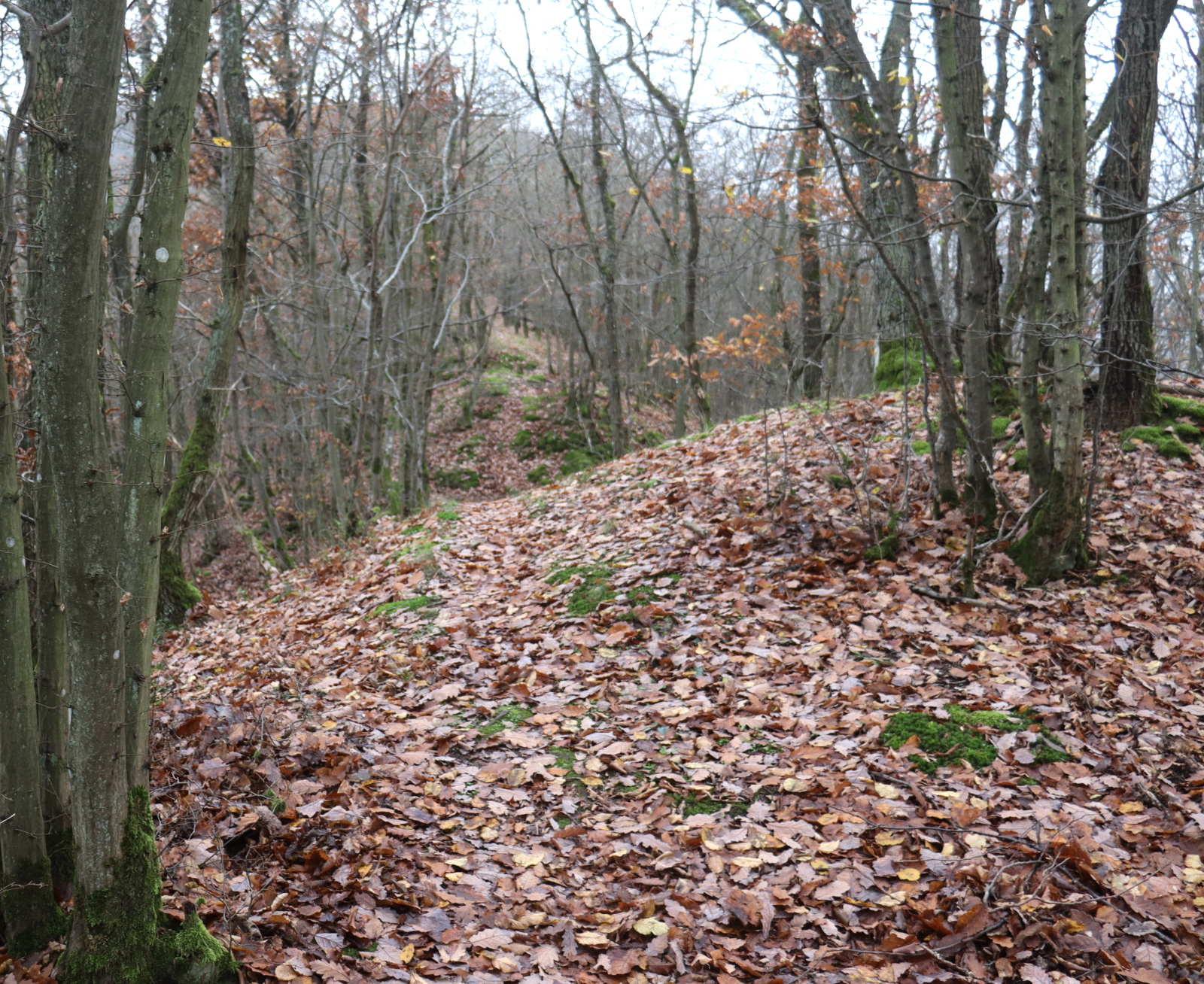
Blick von der Wallkuppe über den Vorgraben Richtung Beurenhof
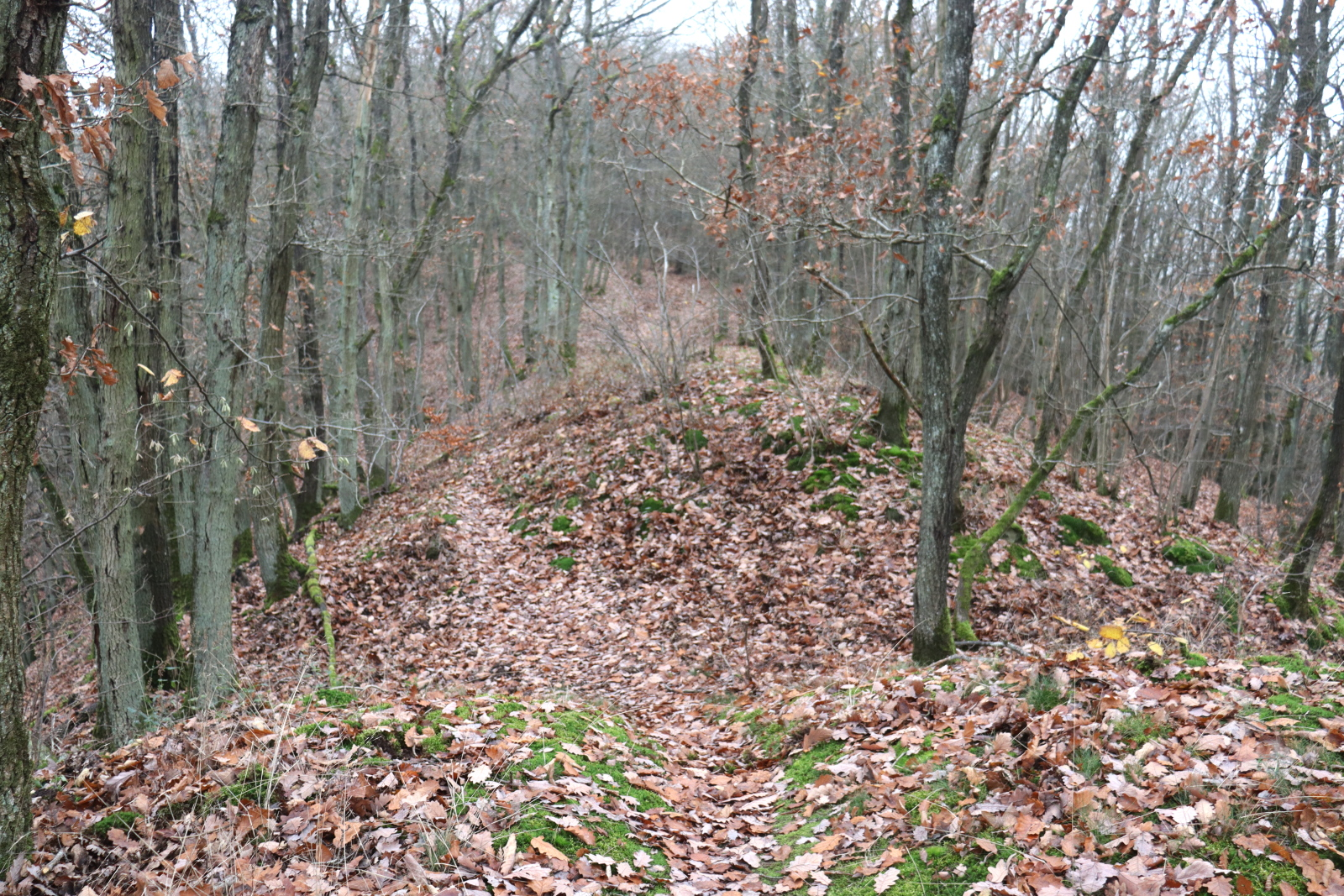
Kleiner Graben auf dem Bergkamm am Abschnittswall
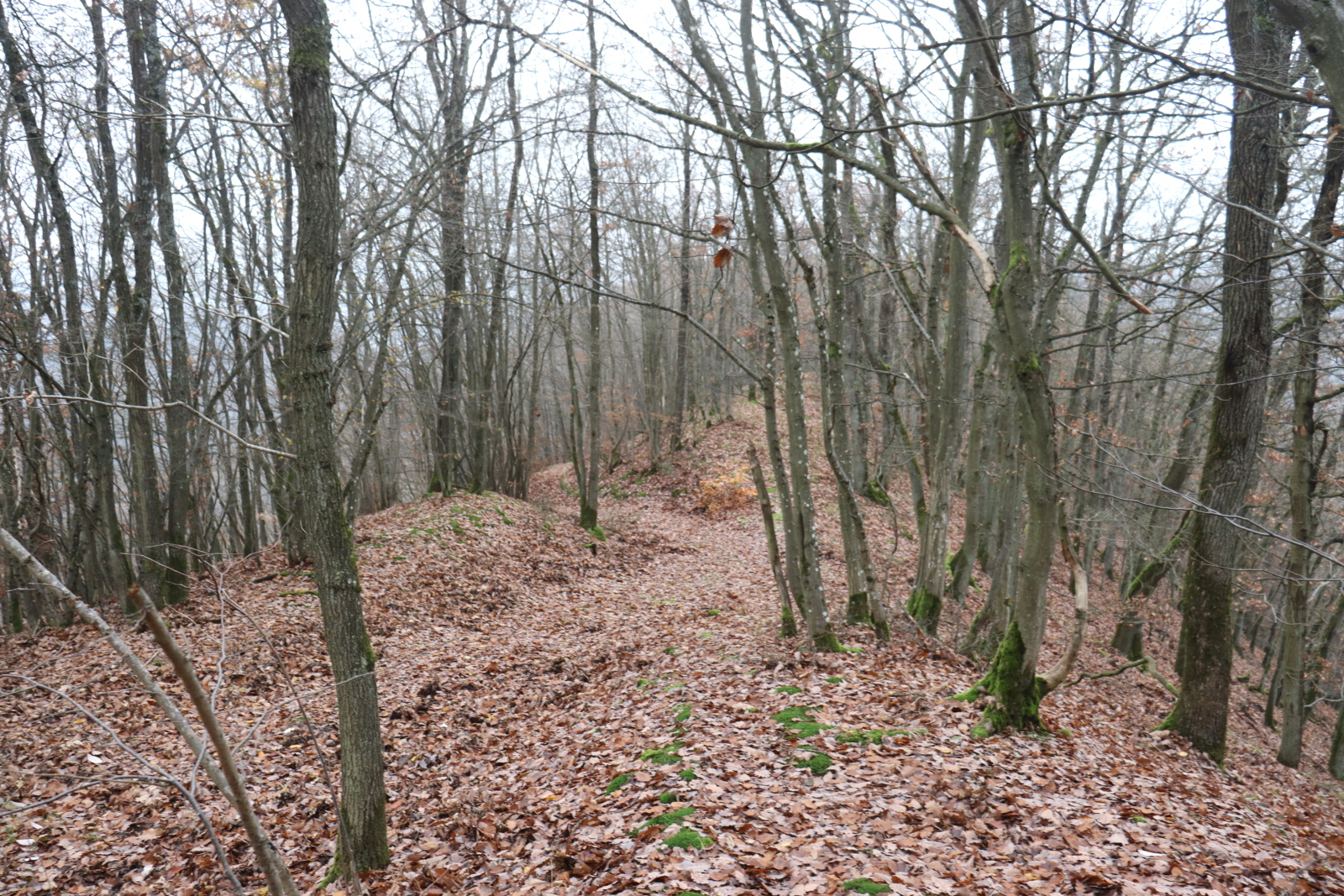
Auf dem Bergrat des Bergsporns Beurenkern
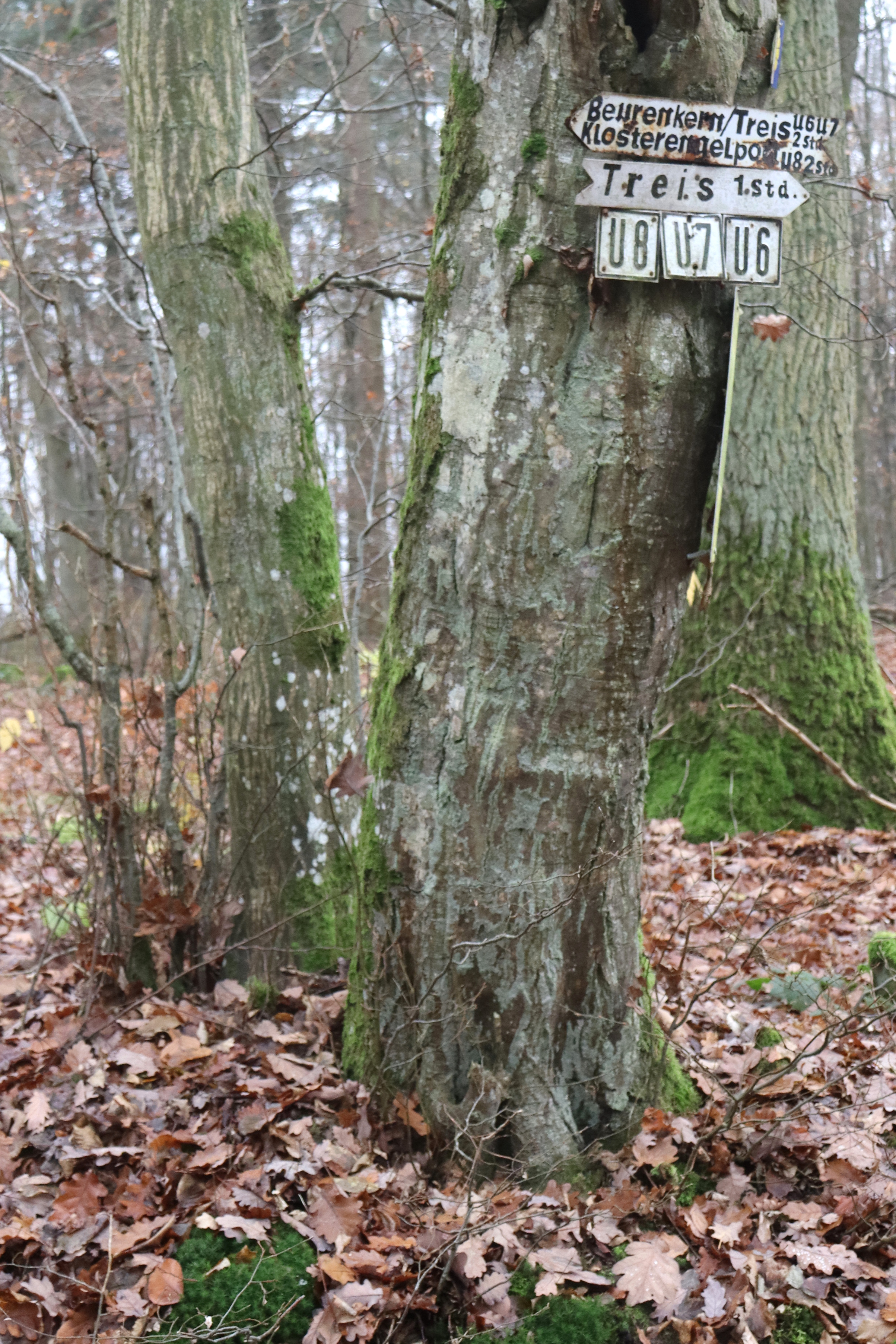
Wegweiser auf dem Beurenkern links am Feldweg von Beurenhof zum prähistorischen Abschnittswall
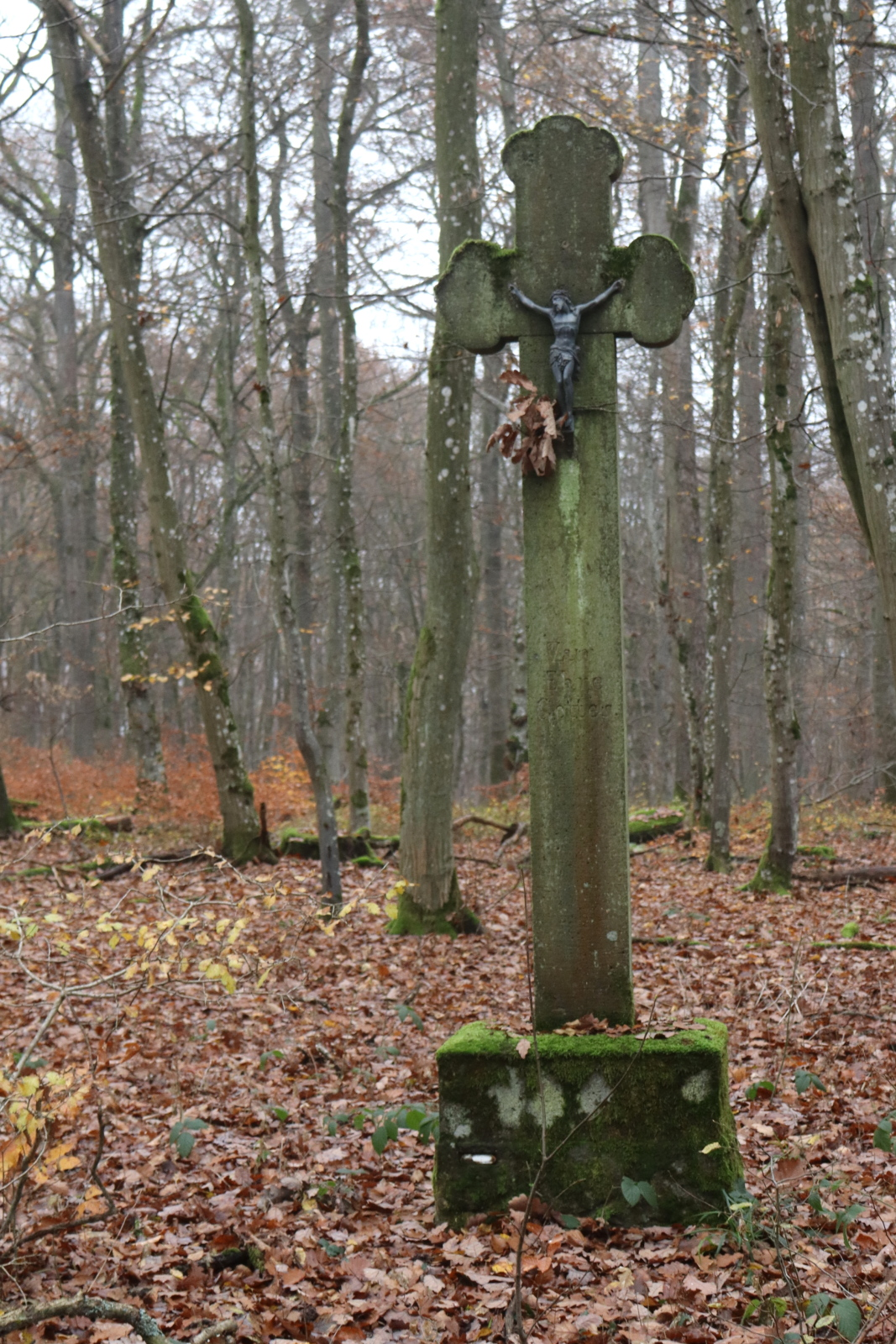
1910 von Johann Göbel gestiftetes Wegekreuz auf dem Beurenkern rechts am Feldweg

Grabhügel am Keltenweg Bruttig-Fankel

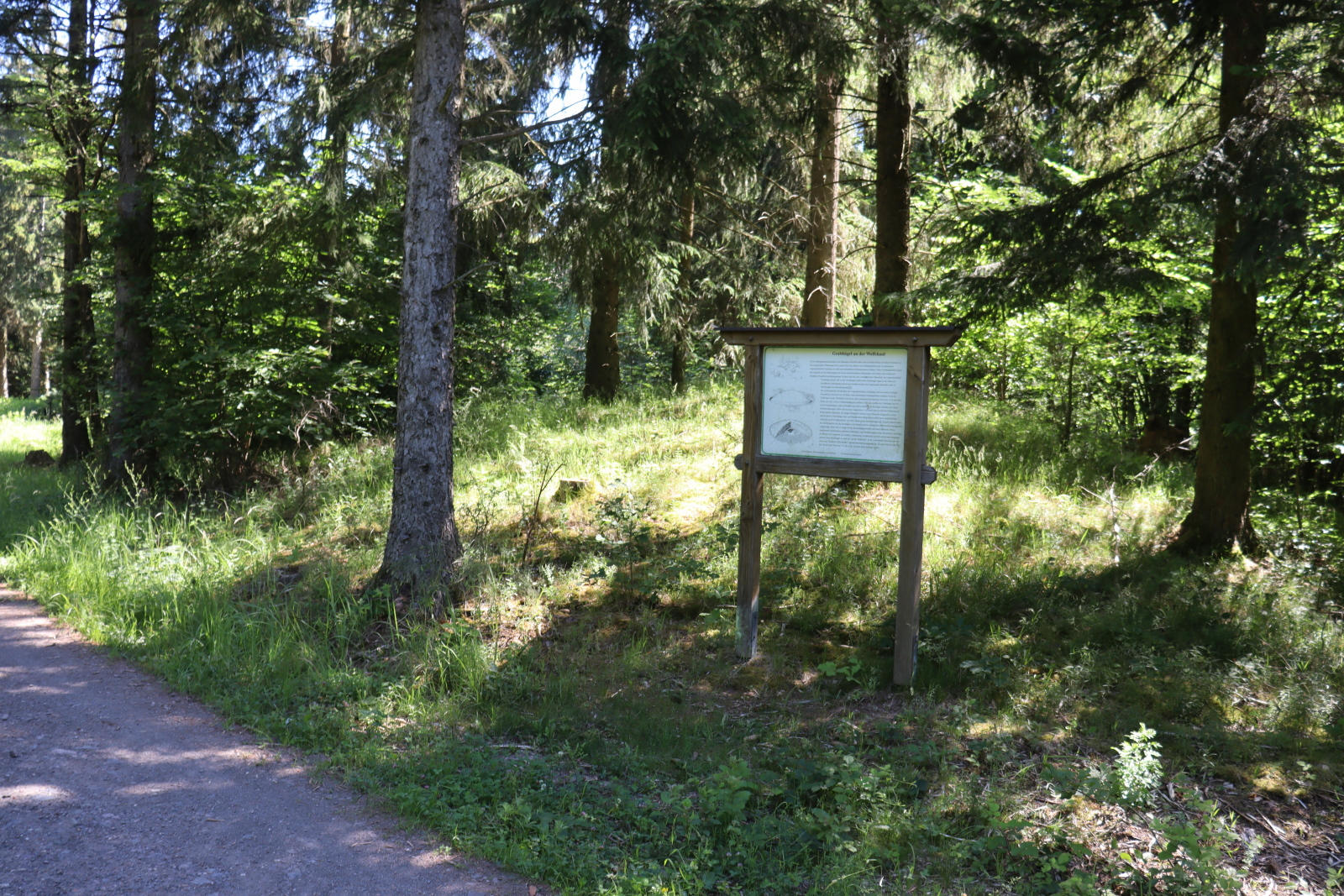
Vorgeschichtliches Hügelgrab an der Wolfkaul am Keltenweg auf dem Höhenrücken bei Bruttig-Fankel/Mosel
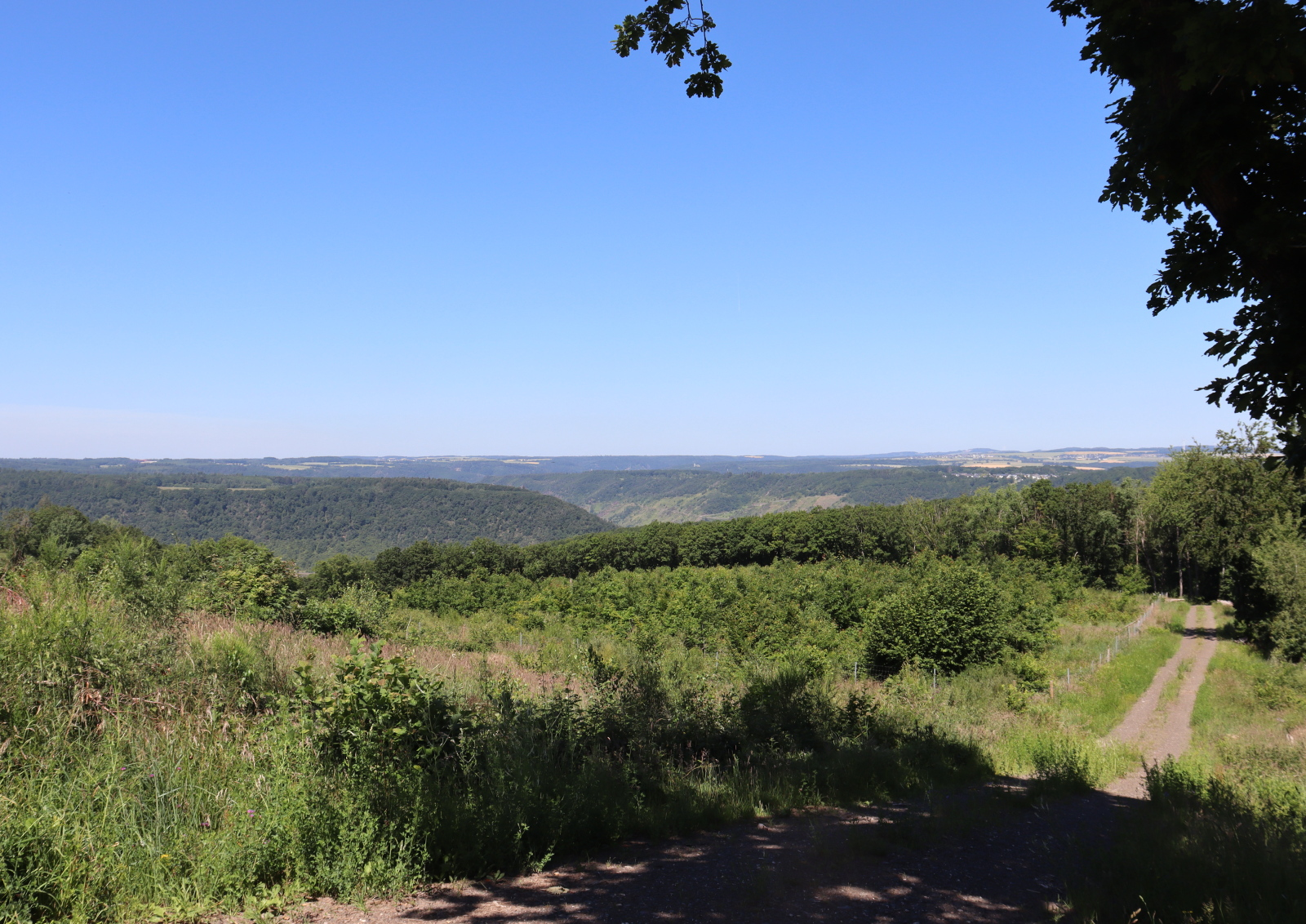
Keltenweg auf der Freiheit auf dem Höhenrücken bei Bruttig-Fankel Richtung Treis-Karden
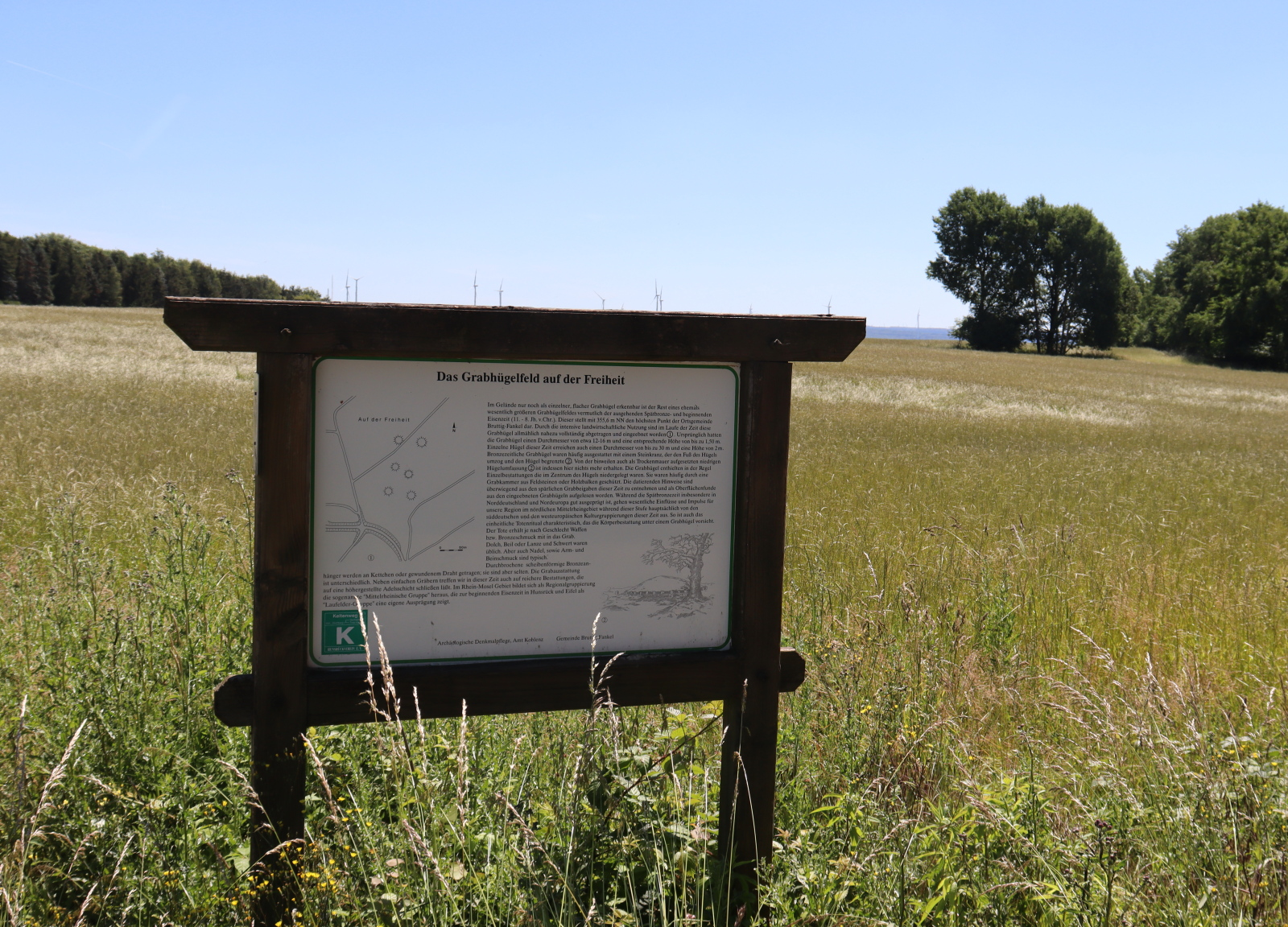
Hinweistafel zum Grabhügelfeld am Keltenweg
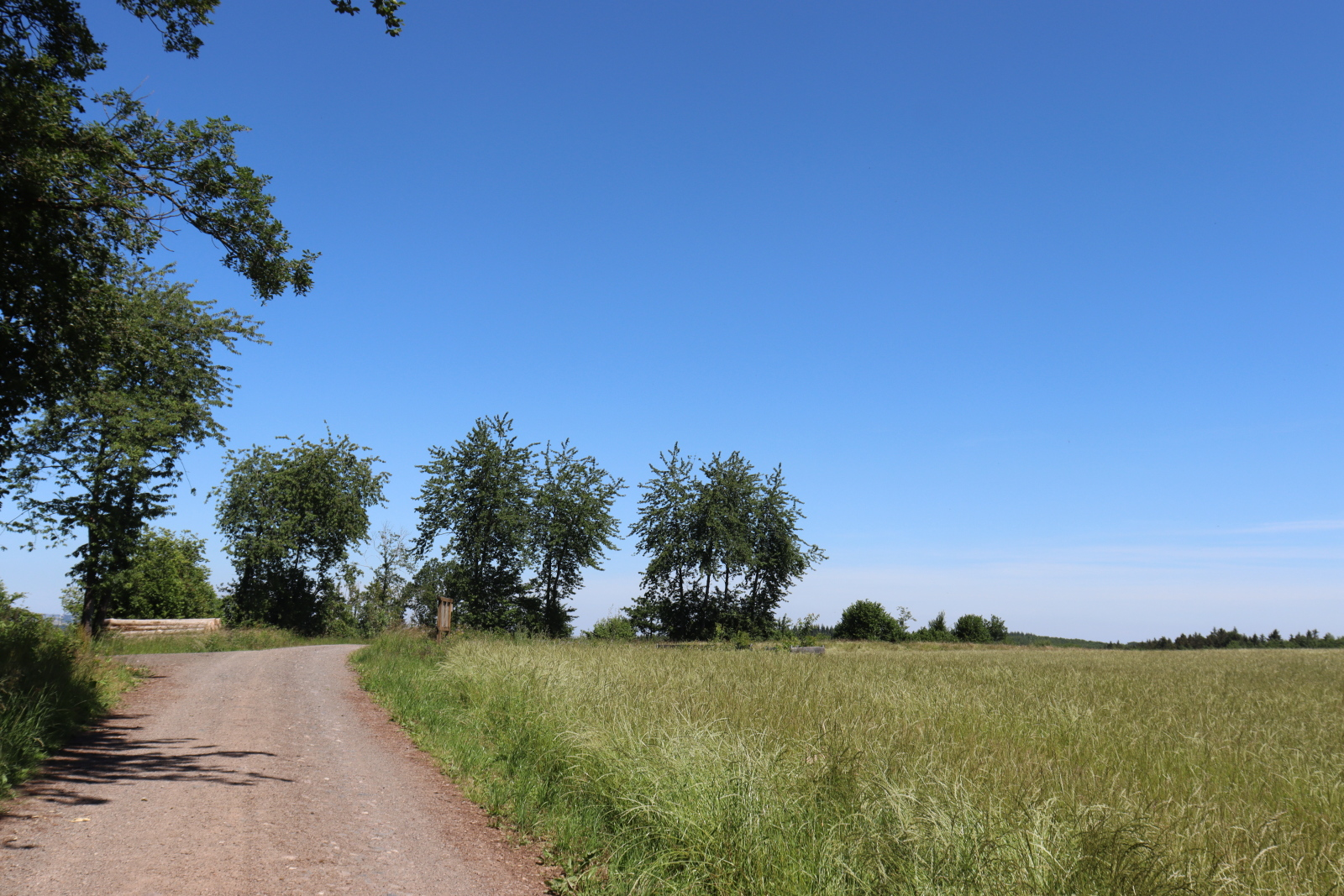
Das Grabhügelfeld auf der Freiheit am Keltenweg auf dem Höhenrücken bei Bruttig-Fankel/Mosel
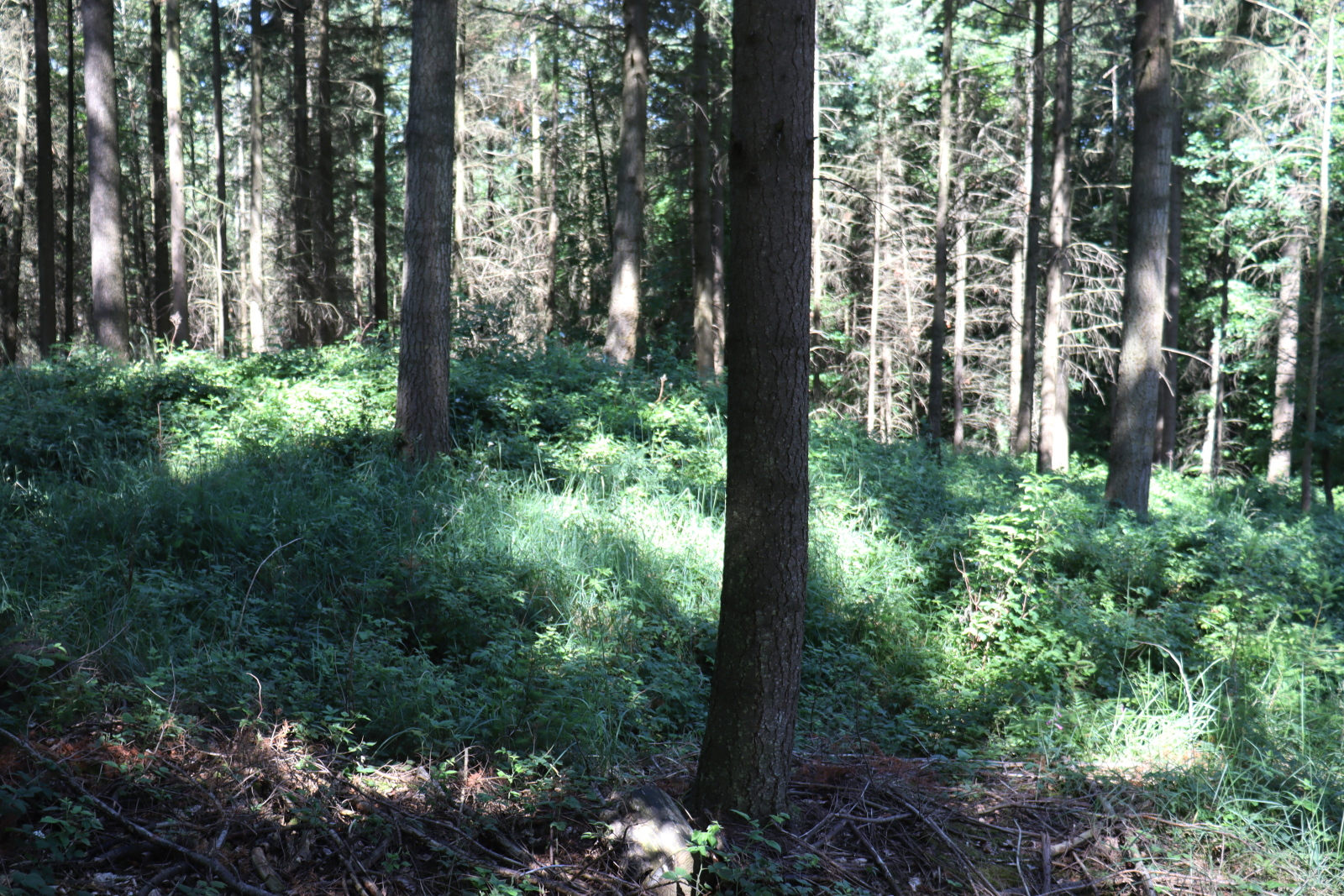
Hügelgrab am Kehrbusch auf dem gleichen Höhenrücken

Grabhügel auf dem Beurenkern

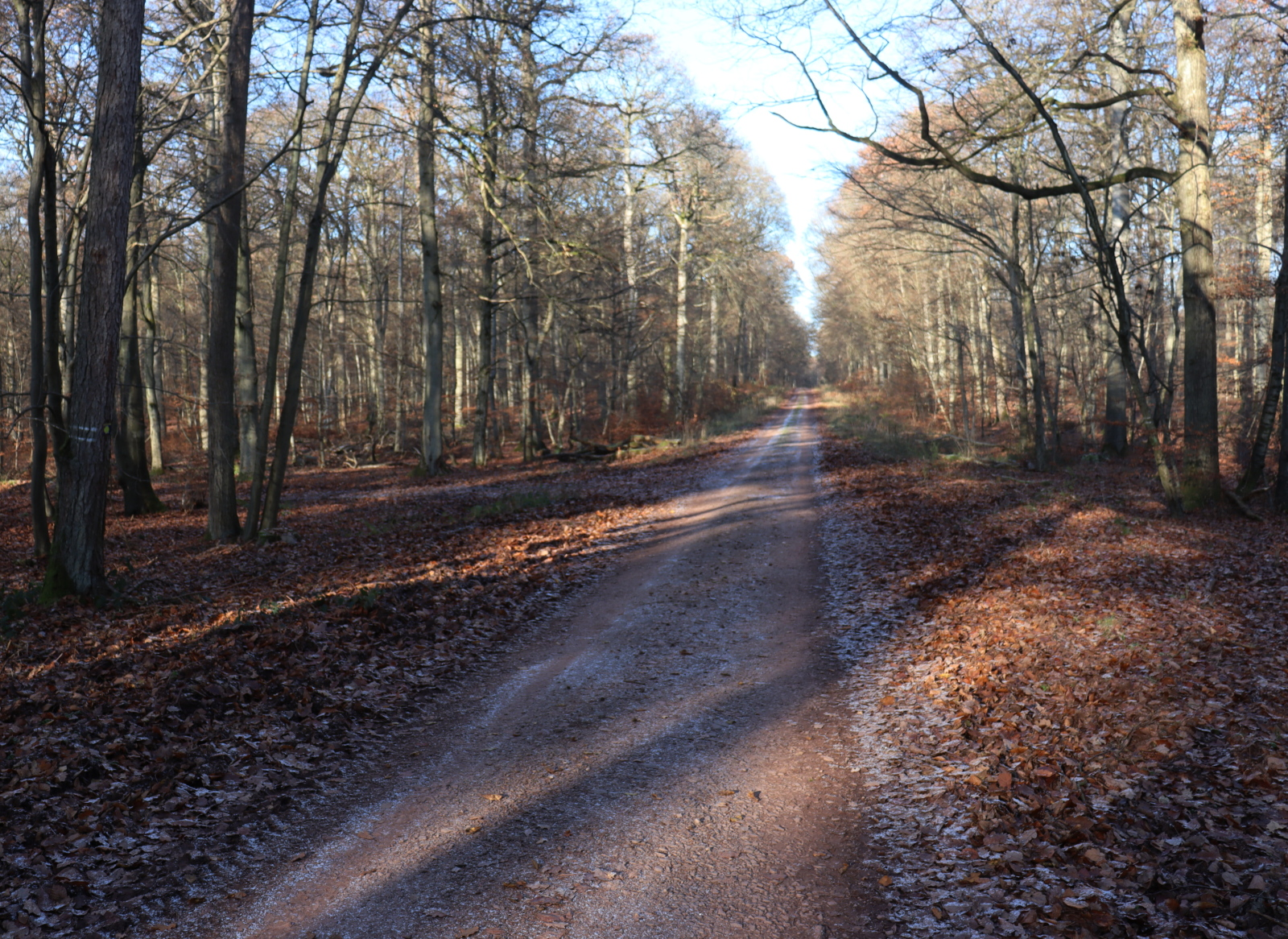
Wirtschaftsweg vorbei an den eisenzeitlichen Grabhügeln auf dem Beurenkern Treis-Karden
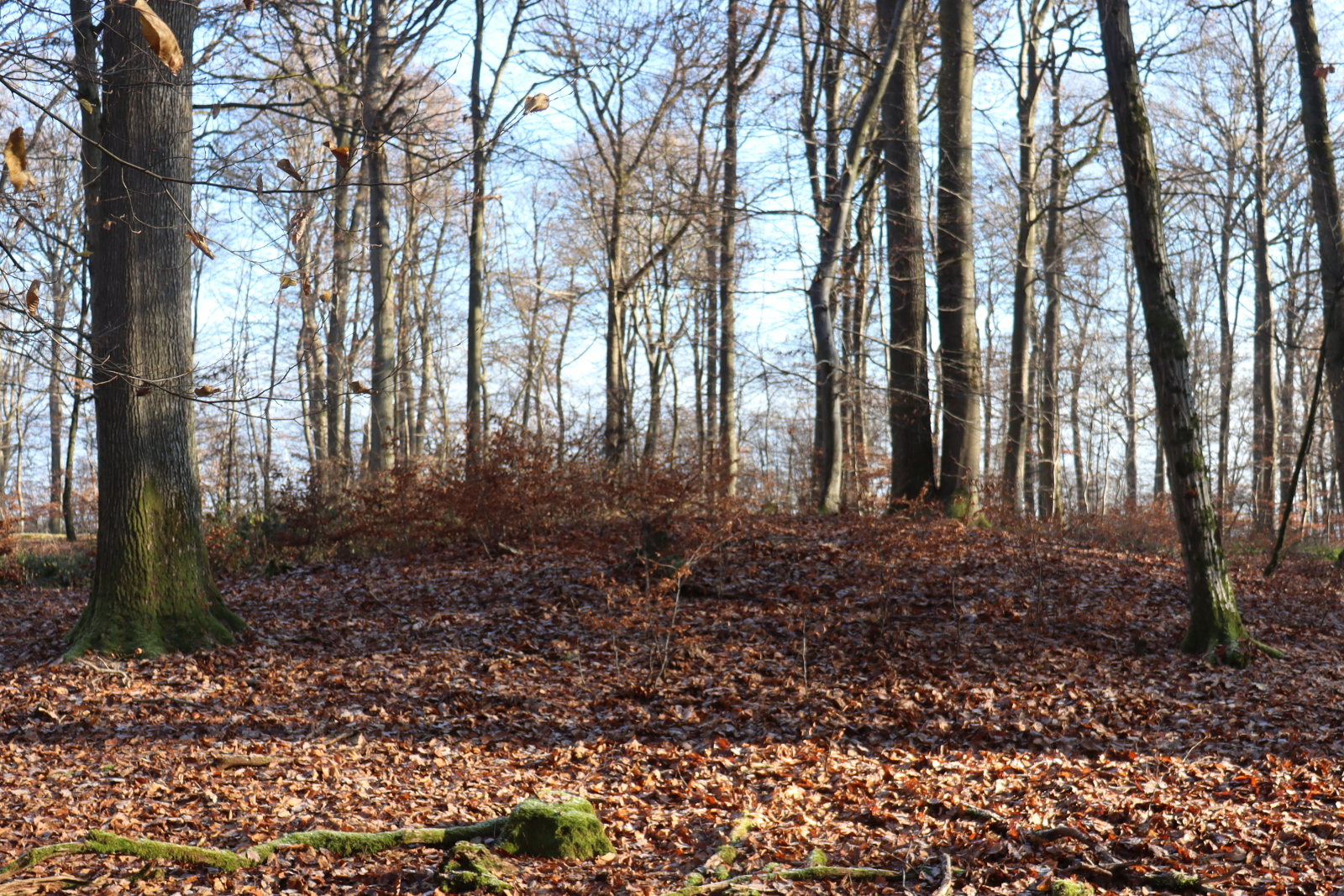
Prähistorisches Hügelgrab auf dem Höhenrücken Beurenkern bei Treis-Karden
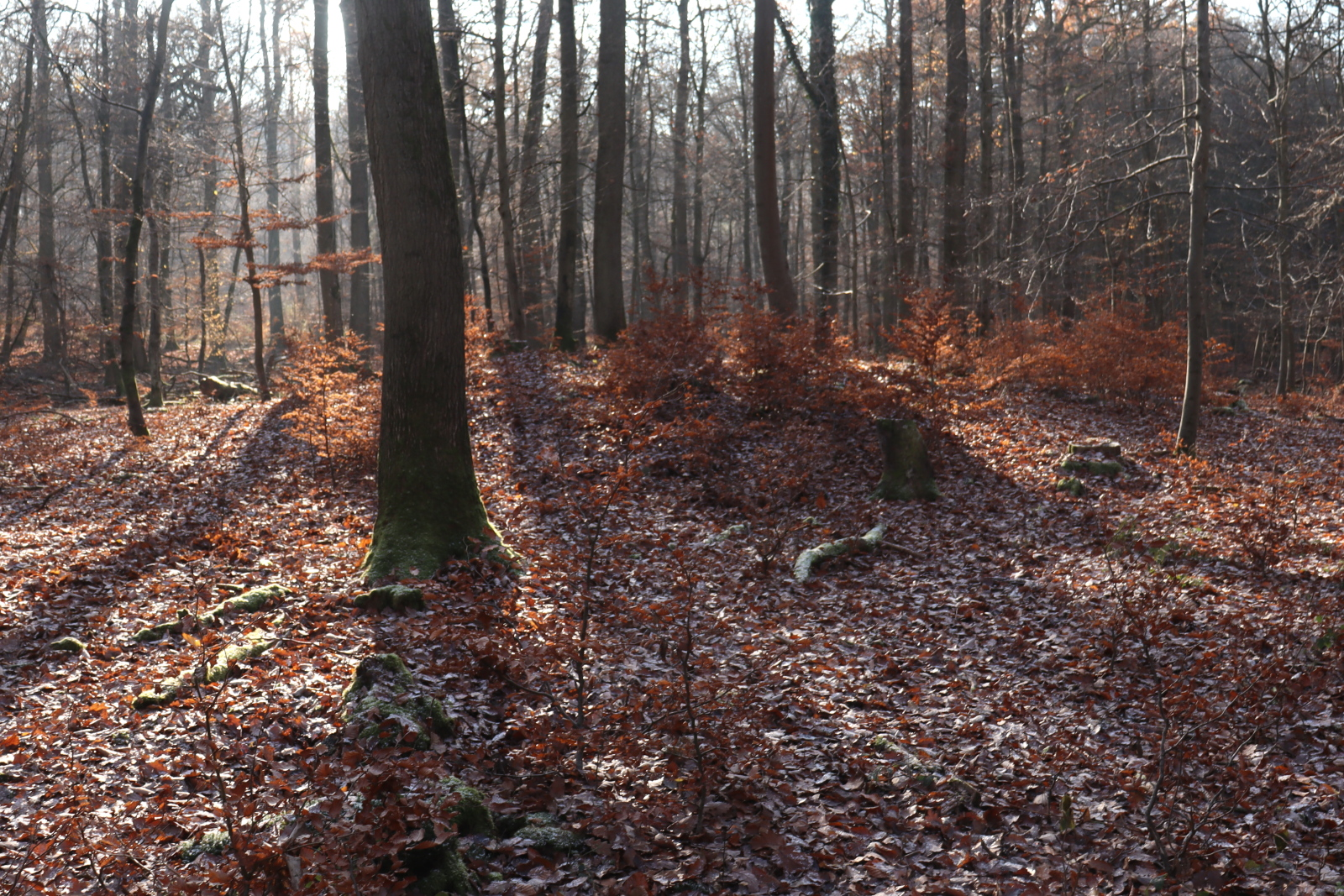
Prähistorisches Hügelgrab auf dem Höhenrücken Beurenkern bei Treis-Karden
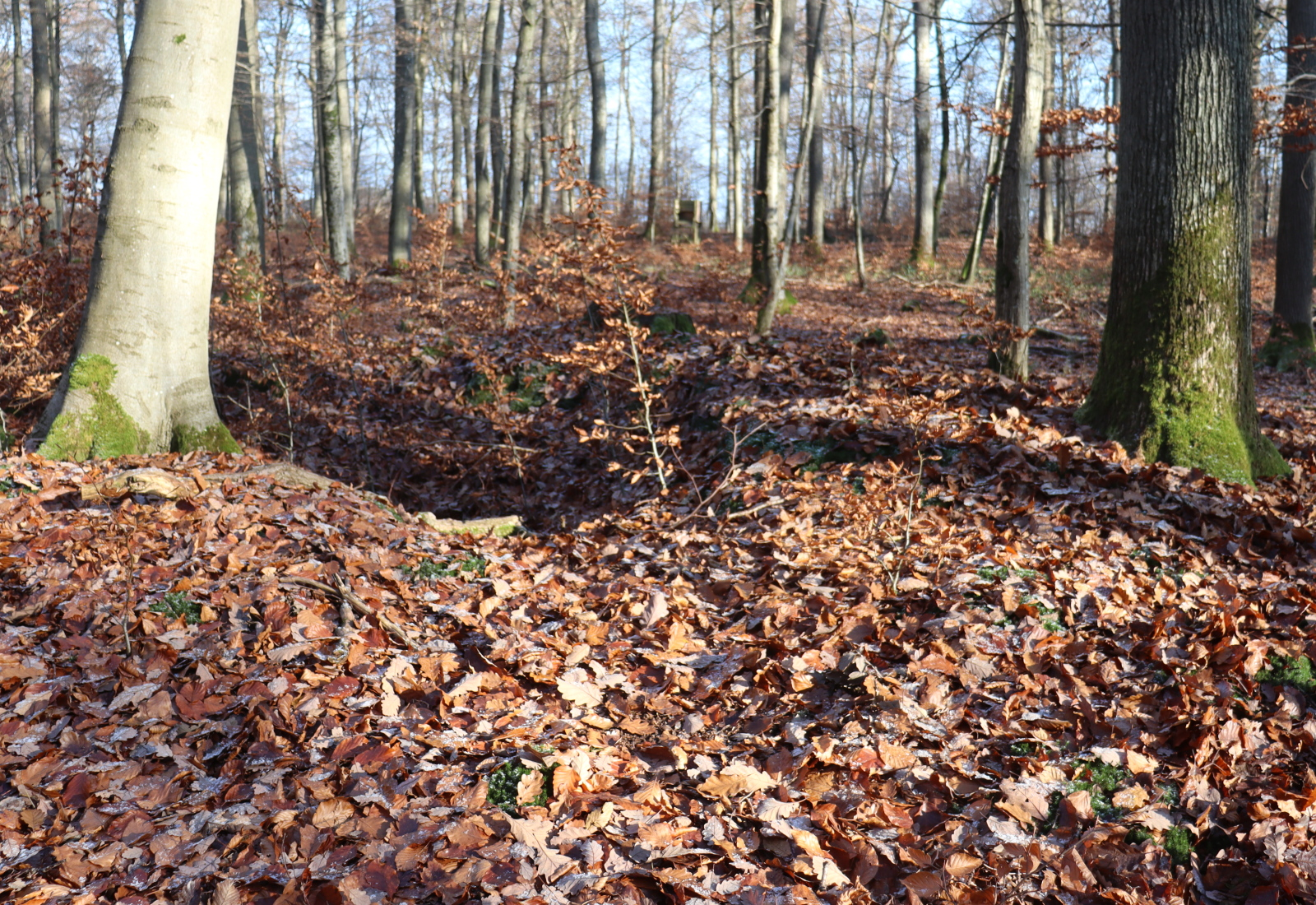
Prähistorisches Hügelgrab mit Grabungsspuren am Beurenkern bei Treis-Karden
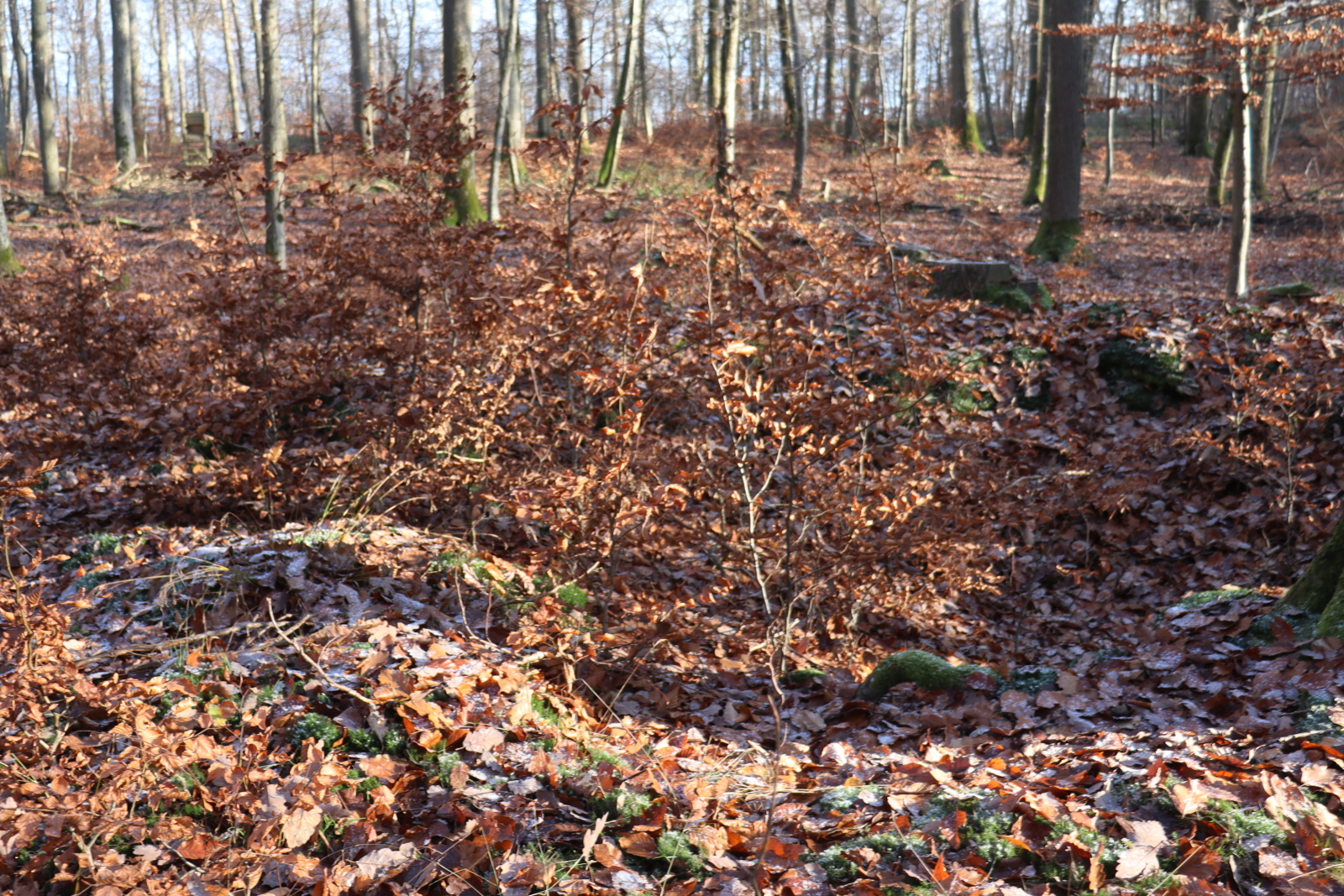
Prähistorisches Hügelgrab mit stark gestörter Kuppe auf dem Beurenkern bei Treis-Karden

Keltisch-römischer Tempelbezirk auf dem Martberg bei Pommern

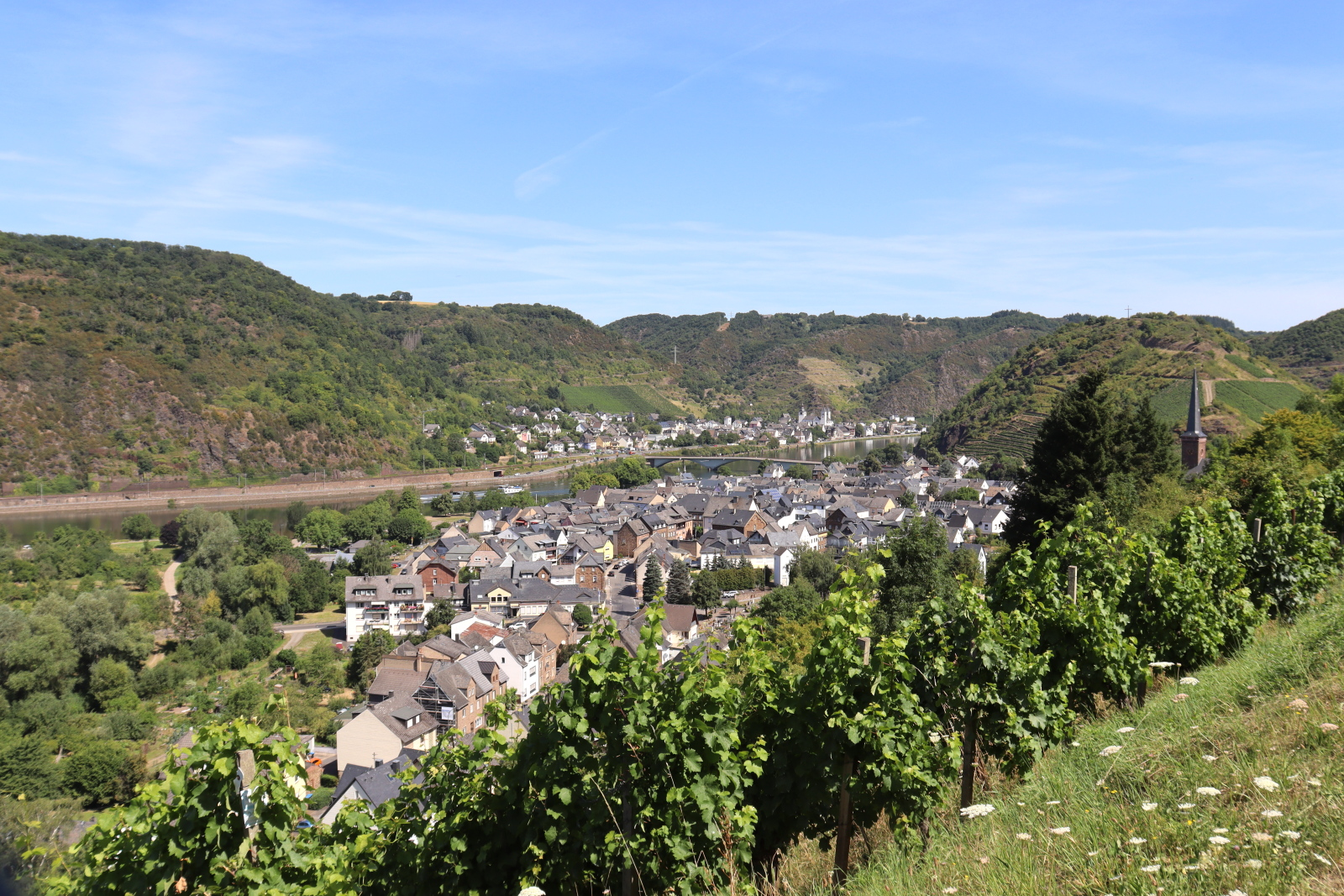
Panorama Treis-Karden mit Blick zum Martberg bei Pommern westlich von Karden
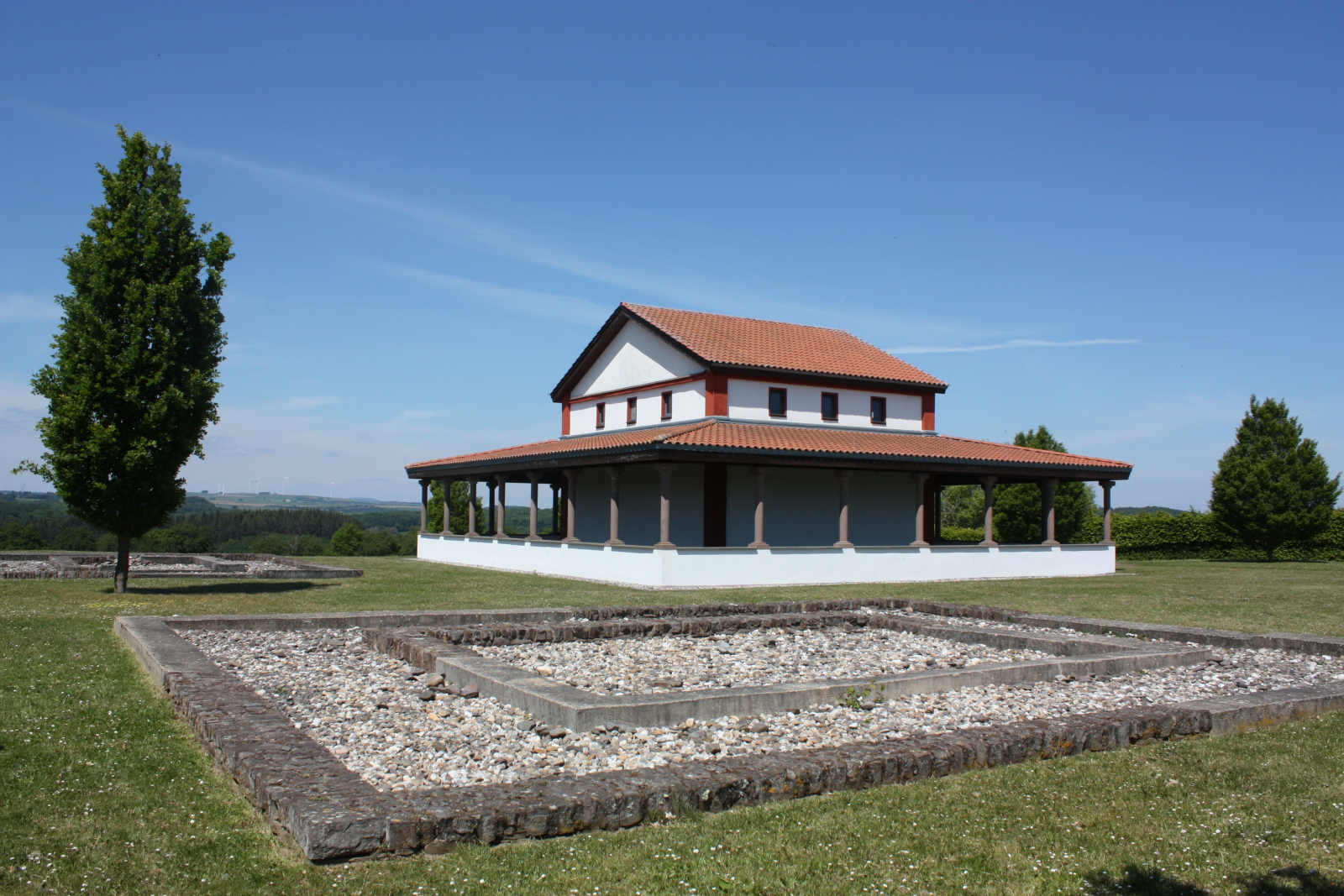
Nachbildung eines gallorömischen Tempels auf dem Martberg
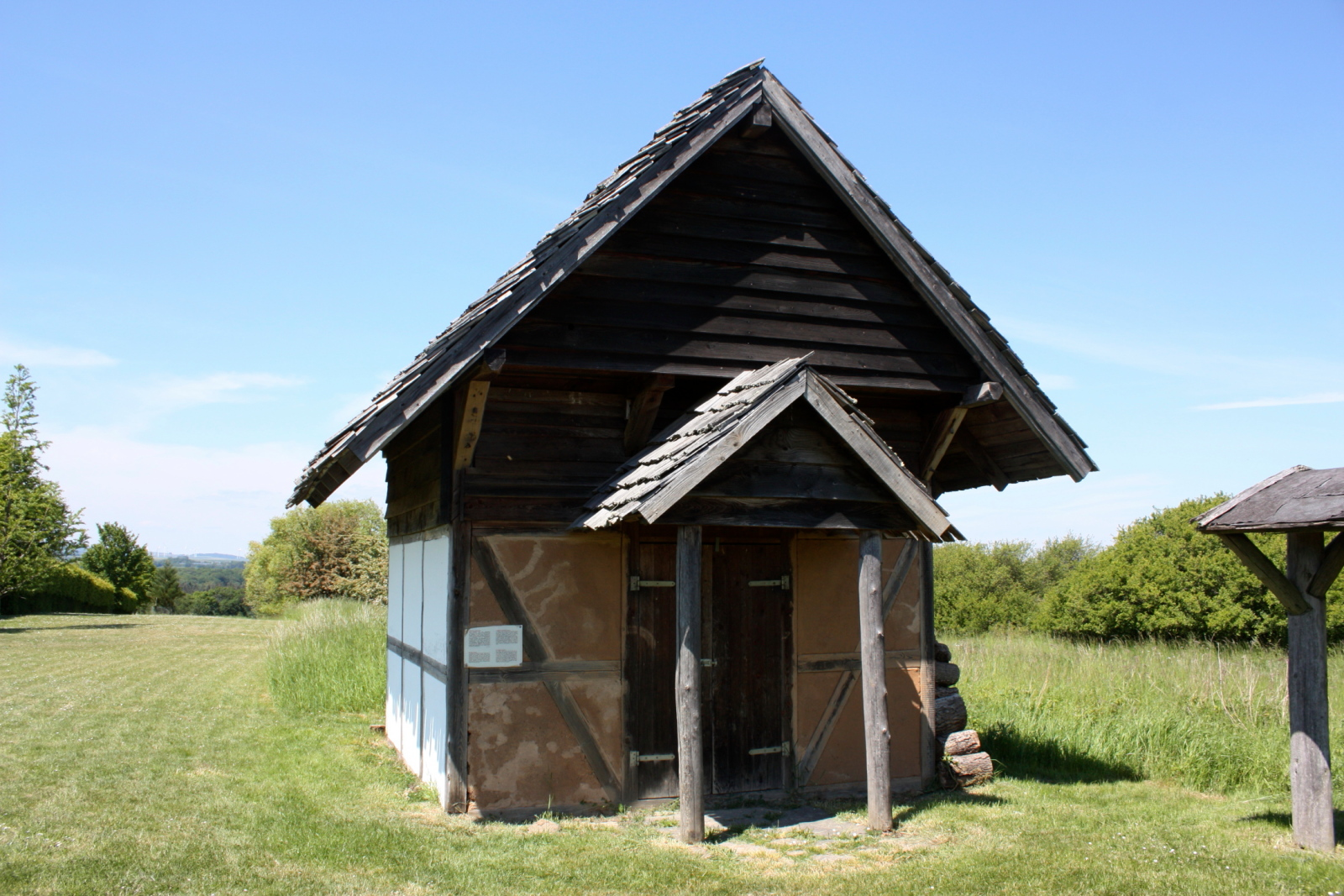
Nachbildung eines keltischen Wohngebäudes
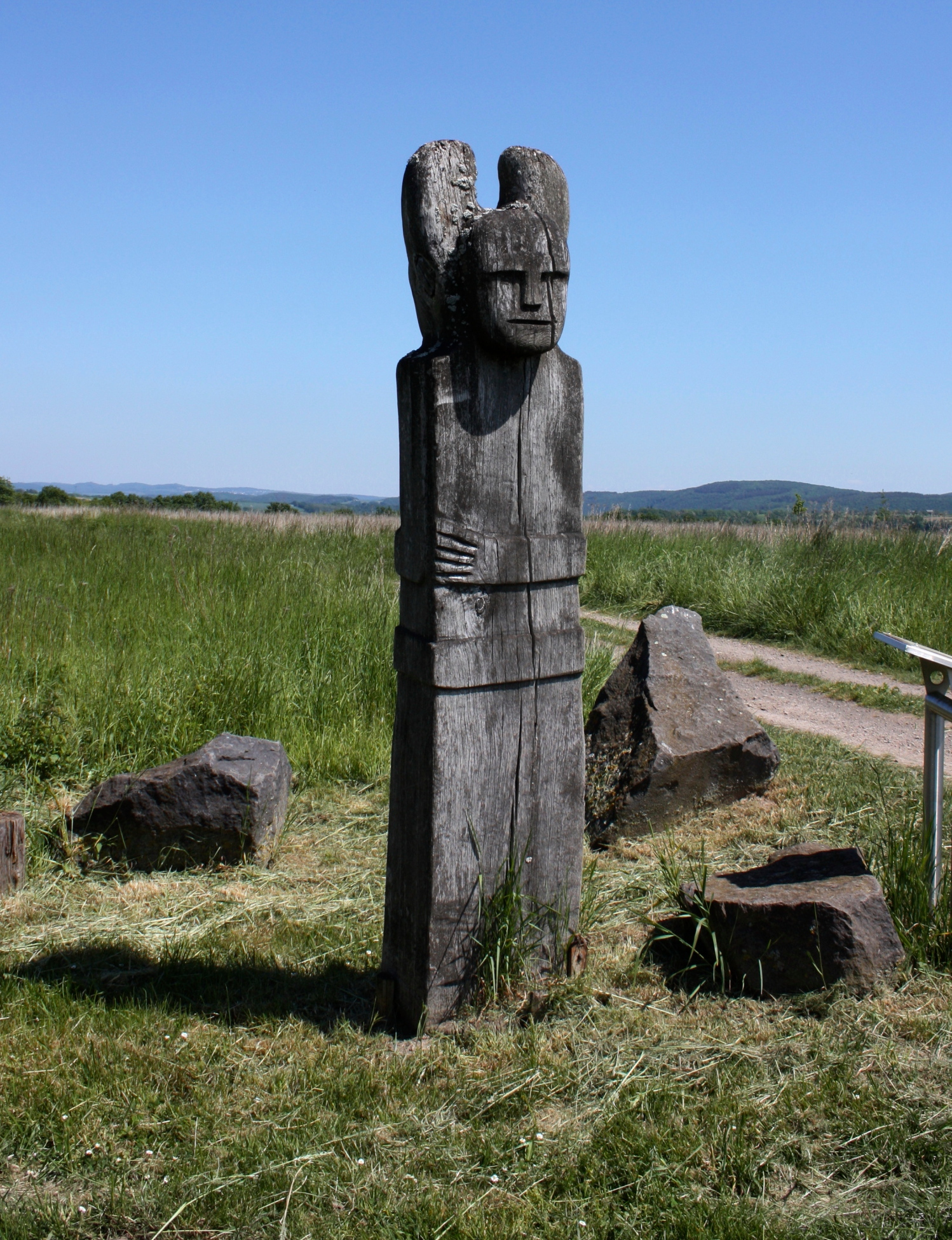
Nachgebildete keltische Statue aus Holz

### Bedeutung der keltischen Wallanlagen

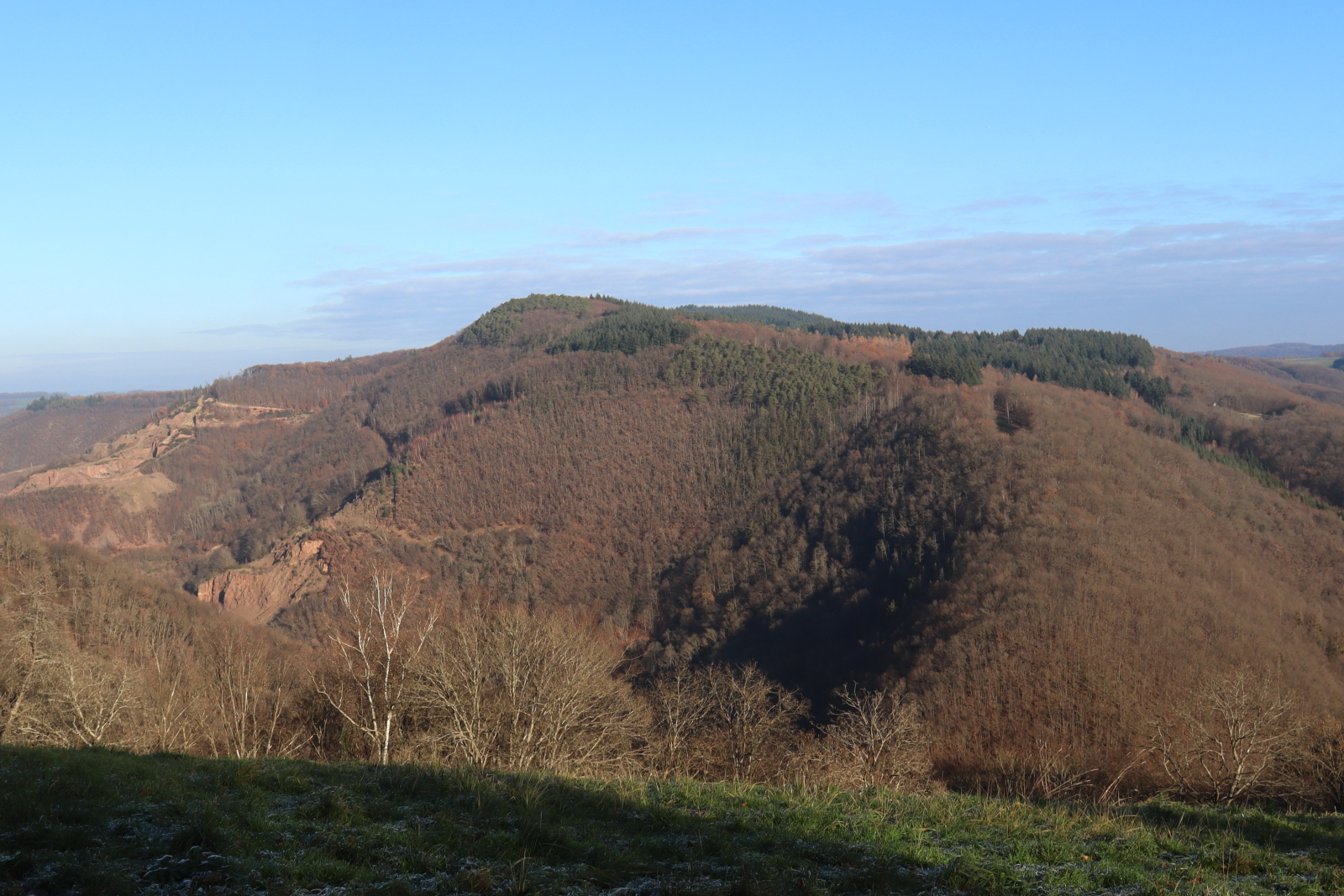
Hügelgruppe am Treiser Schock in Treis-Karden

Im Stammland der Treverer an Mosel, Saar und Hunsrück ist eine auffällige Nähe zu eisenzeitlichen Erzlagerstätten zu verzeichnen, so dass vermutet werden kann, dass hier schon seit dem 6. Jahrhundert v. Chr. Bergbau betrieben wurde und etliche Ring- und Abschnittswälle zum Schutz naher Abbaustellen und Verhüttungsplätze angelegt worden sind und diese Wehranlagen Bedeutung als Flieh- und Schutzburgen erlangten. Daneben konnten sie aber auch rein repräsentativen Zwecken zu Hervorhebung herrschaftlichen Prestiges dienen mit einer Doppelaufgabe als Verteidigungsstützpunkt und Residenz. Die Herren der Treverer Burgen waren einflussreiche oft auch als Keltenfürsten bezeichnete Führer. Von römischen Autoren wurden sie als „streitbar, kampfeslustig und kriegsversessen“ charakterisiert. So konnten sie durch den Besitz und Abbau von Eisenerzen zu enormen Wohlstand gekommen sein, was in der Region zu Rivalitäten und kämpferischen Auseinandersetzungen in den oft kleinräumigen Siedlungsgebieten geführt haben könnte. Die Wallanlagen waren oft nur wenige Kilometer voneinander entfernt, wie das Beispiel Martberg und Bleidenberg an der Mosel verdeutlicht.
Der Bau dieser Anlagen war sehr aufwendig mit ihren zum Teil mächtigen kilometerlangen Wällen, die bei ihrem Bau eine hohe Anzahl von Arbeitskräften und eine große Menge an Stein- und Holzmaterial erforderlich machten. Caesar beschrieb in seinen Berichterstattungen ausführlich diese keltische Mauerbautechnik des  „Murus Gallicus“ und der Pfostenschlitzmauern.
Überreste mancher Keltenwälle weisen im Trümmergeröll Brandschlacken auf, die auf räumlich begrenzte Konflikte unter den eng beieinander liegenden Anlagen hindeuten könnten. Nach der römischen Okkupation Mitte des 1. Jahrhunderts v. Chr. verloren die Befestigungsanlagen schnell an Bedeutung und verfielen nach und nach insbesondere wegen ihres reparaturanfälligen Balkengerüsts der Murus Gallicus Bauweise. In den ehemals keltischen Siedlungsstätten erfolgte nach der römischen Landnahme in relativ kurzer Zeit die Romanisierung der Bewohner. Einige der Wallanlagen der Treverer wurden vermutlich Ende des 3. Jahrhunderts reaktiviert und ausgebessert um Schutz gegen einfallende Germanenstämme aus rechtsrheinischen Gebieten zu bieten.

### Anschluss an antike Verkehrsrouten

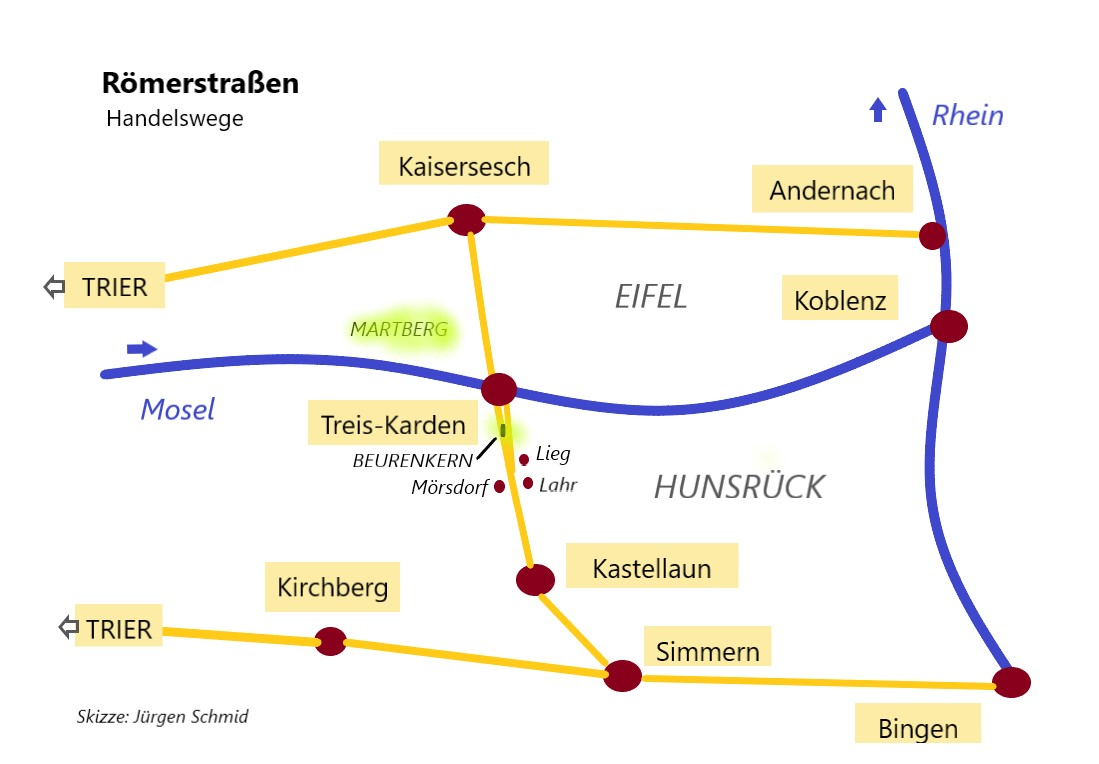
Römische Straßenverbindungen von Treis-Karden in Richtung Hunsrück und Eifel.

Treis-Karden und seine nahe Umgebung war in der Antike mit einem weit verzweigten und gut ausgebauten Wege- und Straßennetz in der Hunsrück-, Mosel- und Eifel-Region verbunden. Der Moselübergang bei Treis war Teil einer Querverbindung der wichtigen römischen Fernstraßen von der Moselmetropole Trier (Augusta Treverorum) über den Hunsrück nach Bingen und über die Eifel nach Andernach an den Rhein. Von der ehemaligen „Ausoniusstraße“ auf dem Hunsrück führte bei Simmern eine Straße von Simmern abzweigend über Kastellaun (L108) in Richtung Mörsdorf im Hunsrück, wo über eine weitere Abzweigung die Verbindung über Lieg östlich vom Treiser Schock nach Treis führte. Der direkte Weg über Mörsdorf führte auf der westlichen Seite des Beurenrings vorbei an der ehemaligen keltischen Wallburg hinunter ins Moseltal ins Mündungsgebiet des Flaum- und Dünnbachs. Nach Überquerung der Mosel führte der Weg über Karden durch die Eifel nach Kaisersesch zur Fernstraße von Trier nach Andernach. Über einen kleineren Zuweg war auf Kardener Seite die keltisch-römische Großsiedlung mit Tempelanlage (Lenus-Mars Heiligtum) auf dem Martberg von Pommern an dieses Wegenetz angeschlossen. Reste einer römischen Gleisstraße wurden im Waldgebiet hinter Mörsdorf festgestellt. Hier sind noch in den Fels eingetiefte Spurrillen mit einer Spurbreite von 1,20 erkennbar. Diese Wegabzweigung führte hier ins Flaumbachtal zum heutigen Kloster Maria Engelport. Auch auf dem aufsteigenden Feldweg aus Richtung Wildburg in Richtung Wallanlage am Beurenkern sind stellenweise im Fels eingetiefte Bereiche erkennbar, die auf eine römische Gleisstraße hindeuten könnten.

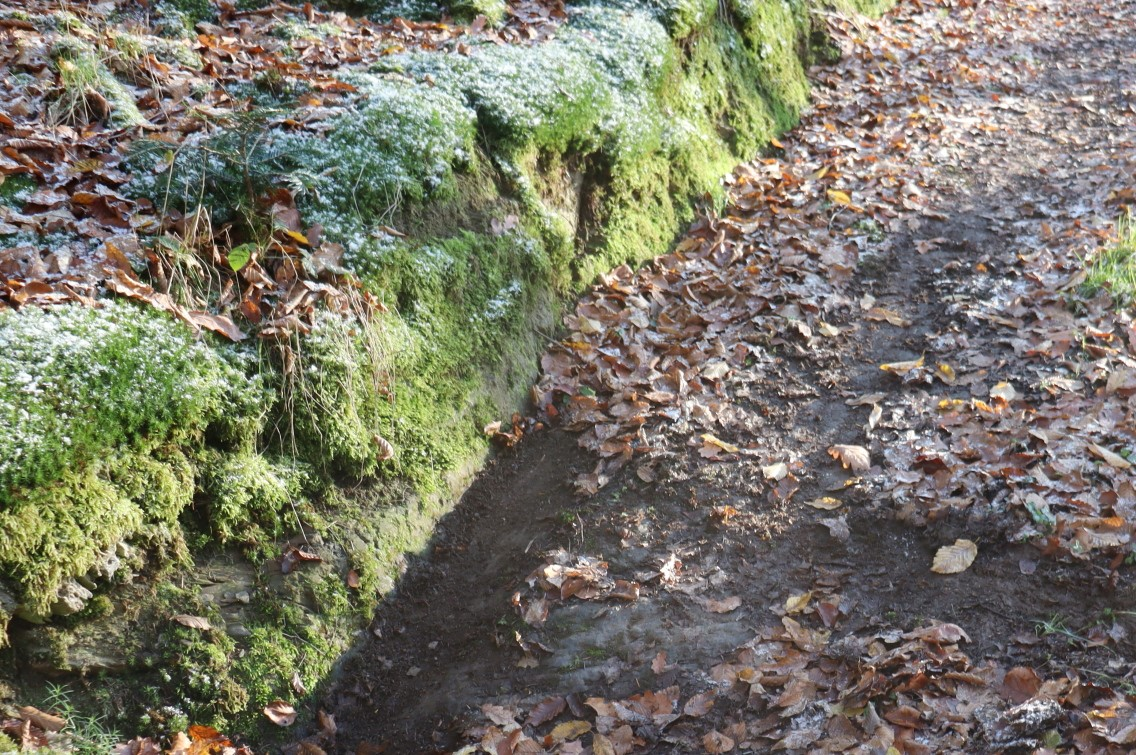
Römische Gleisstraße im Mörsdorfer Wald als Seitenstraße am Flurweg Richtung Beurenkern
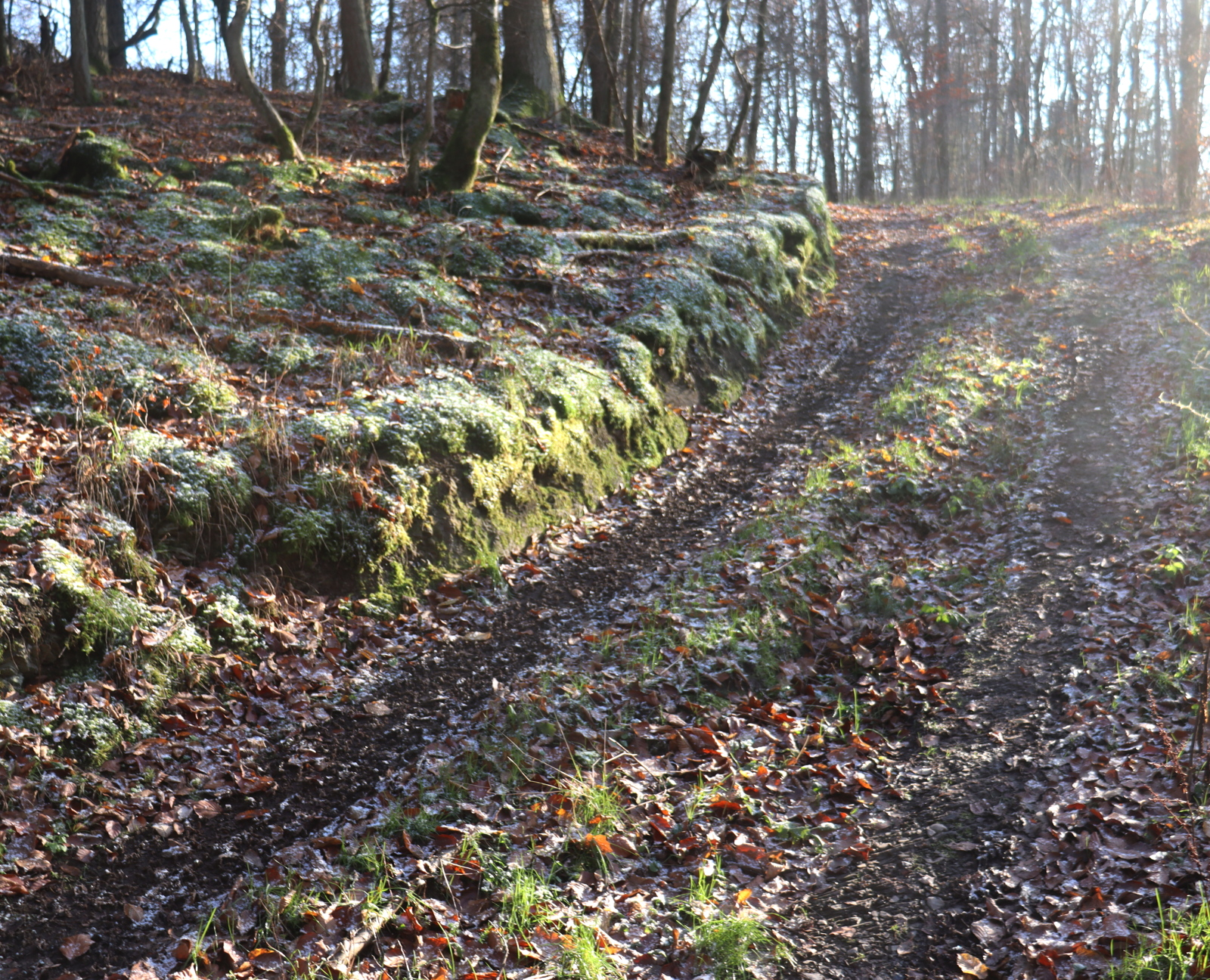
Römische Gleisstraße im Mörsdorfer Wald als Seitenstraße am Flurweg Richtung Beurenkern
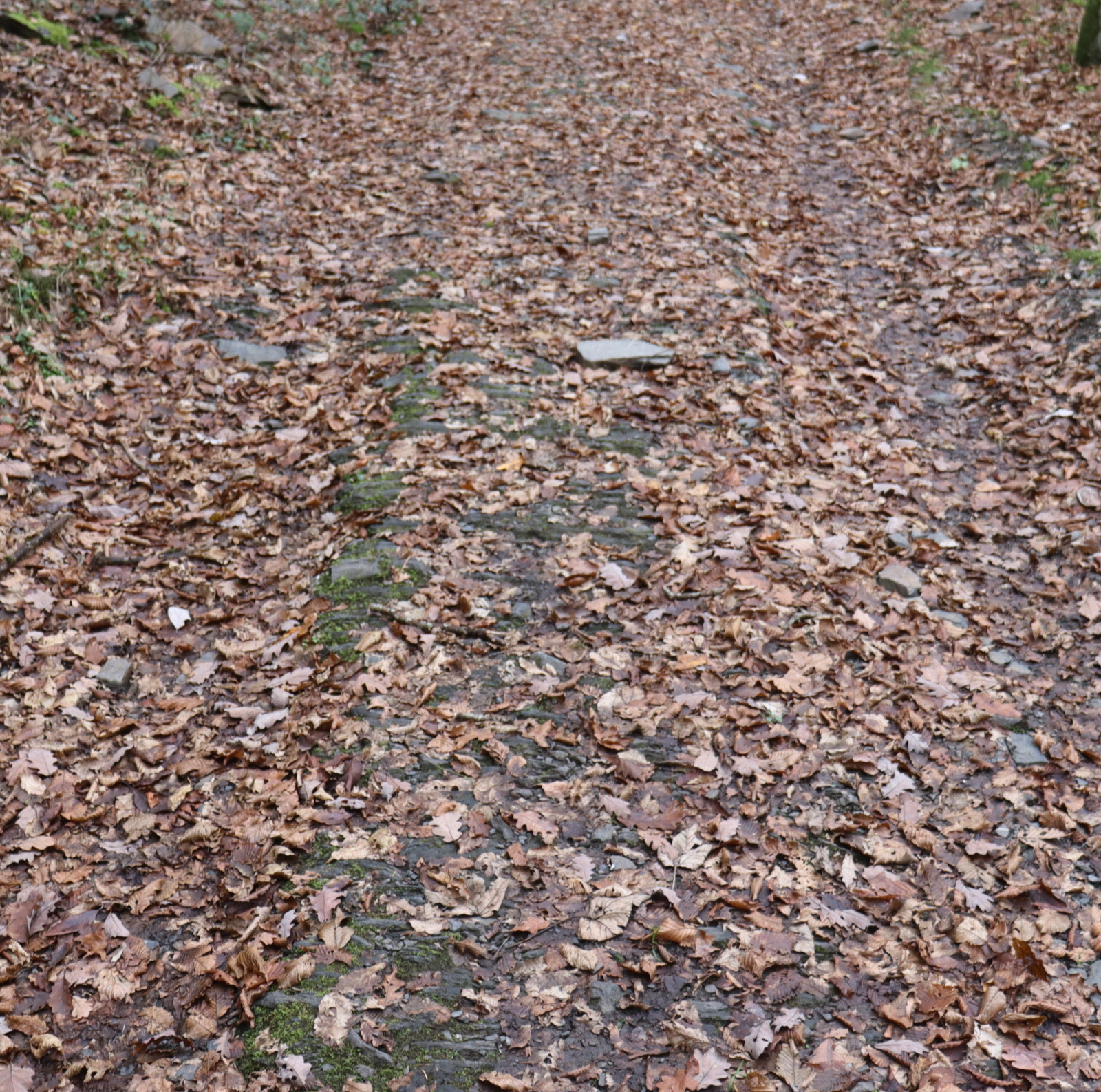
Mögliche römische Karrenspur am aufsteigenden Feldweg zum Beurenkern Treis-Karden